# Хипокалциурија
Хипокалциурија је поремећај у метаболизму који се карактерише ниским ниво калцијума у мокраћи. Она је значајан фактор ризика на основу кога се може предвидети еклампсија у трудноћи.

## Етиологија
Најчешћи узроци хипокалциурије су:
- употреба тиазидних диуретика

- смањени унос калцијума исхраном
- породична хипокалциуриска хиперкалцемија (ФХХ).

- низак ниво натријума у исхрани изазива хипокалциурију.

- Гителмановим синдромом.

## Патогенеза
Хипокалциурија (ненормално ниско излучивање калцијума у мокраћи) може бити апсолутна и релативна. Апсолутна или релативна хипокалциурија може се приметити код пацијената са ниским, нормалним или високим нивоом калцијума у серуму.
Робертсон и Морган су известили...да је 24-часовно излучивање калцијума мокраћом код нормалних субјеката показало не-Гаусову дистрибуцију са дисторзијом на доњем крају због нагомилавања вредности у опсегу доњих граница. Мање од 15% нормалних мушкараца имало је излучивање калцијума у урину испод 100 мг за 24 сата.
Релативна хипокалциурија се може дефинисати као фракционо или апсолутно излучивање калцијума у мокраћи ниже него што би се очекивало на основу филтрираног оптерећења калцијума код пацијената и излучивања натријума у мокраћи. На пример, код благог оштећења бубрега (клиренс креатинина 106–40 м1/мин.), Поповтзер и сар. приметили су...значајно ниже фракционо излучивање калцијума, али значајно веће фракционо излучивање натријума од нормалног, што имплицира преференцијално задржавање калцијума у бубрезима, што су приписали присуству секундарног хиперпаратироидизма.

### Фактори ризика
Хипокалциурија може бити резултат деловања неколико фактора за које се зна да појачавају реапсорпцију калцијума у бубрегу, укључујући:
- паратироидни хормон (ПТХ),[6]

- метаболичку алкалозу,[7]

- тиазидне диуретике,[8]

- хипокалцемију.[9]

- хипомагнеземију,[10]

- недостатак витамина Д.[4]

Хипокалциурија се стога не може са сигурношћу приписати само примарном бубрежном тубуларном дефекту, све док се ови фактори не искључе као узроци који доприносе хипокалциурији.  